# Xing Huina
Xing Huina (chiń. 邢慧娜; pinyin Xíng Huìnà; ur. 25 lutego 1984 w Weifang) – chińska lekkoatletka specjalizująca się w biegach długodystansowych, mistrzyni olimpijska z Aten.

## Przebieg kariery
W latach 1999–2001 brała udział wyłącznie w zawodach lekkoatletycznych rozgrywanych na terytorium Chin. W 2002 roku zdobyła brązowy medal igrzysk azjatyckich w konkurencji biegu na 10 000 m. Rok później debiutowała w mistrzostwach świata, na których w biegu na 5000 m odpadła w eliminacjach, zajmując w swej kolejce 12. pozycję, natomiast w biegu na 10 000 m weszła do finału i zajęła 7. pozycję.
Uczestniczyła w letnich igrzyskach olimpijskich w Atenach. W ich ramach wystartowała w dwóch konkurencjach – w biegu na 5000 m zajęła 9. pozycję z czasem 15:07,41, natomiast w biegu na 10 000 m uzyskała czas 30:24,36 i tym wynikiem zagwarantowała sobie złoty medal olimpijski. W 2005 zdobyła złoty medal igrzysk Azji Wschodniej w konkurencji biegu na 5000 m. Po raz ostatni w zawodach lekkoatletycznych wystąpiła w listopadzie 2008 roku podczas zawodów w Zhaoqingu.
Jest czterokrotną mistrzynią kraju. W 2003 zdobyła ten tytuł w konkurencji biegu na 1500 m, w 2004 zdobyła złoty medal w konkurencjach biegu na 1500 i 5000 m, w 2005 roku zaś wywalczyła złoty medal w biegu na 5000 m.

## Osiągnięcia
| Rok     | Zawody                      | Miasto   | Miejsce | Kategoria        | Wynik    |
| ------- | --------------------------- | -------- | ------- | ---------------- | -------- |
| 2002    | Igrzyska azjatyckie         | Pusan    | 5.      | bieg na 5000 m   | 15:47,52 |
| 2002    | Igrzyska azjatyckie         | Pusan    | 3.      | bieg na 10 000 m | 31:42,58 |
| 2003    | Mistrzostwa świata          | Paryż    | 12. H   | bieg na 5000 m   | 15:13,50 |
| 2003    | Mistrzostwa świata          | Paryż    | 7.      | bieg na 10 000 m | 30:31,55 |
| 2004    | Letnie igrzyska olimpijskie | Ateny    | 9.      | bieg na 5000 m   | 15:07,41 |
| 2004    | Letnie igrzyska olimpijskie | Ateny    | 1.      | bieg na 10 000 m | 30:24,35 |
| 2005    | Mistrzostwa świata          | Helsinki | 5.      | bieg na 5000 m   | 14:43,64 |
| 2005    | Mistrzostwa świata          | Helsinki | 4.      | bieg na 10 000 m | 30:27,18 |
| 2005    | Igrzyska Azji Wschodniej    | Makau    | 1.      | bieg na 5000 m   | 16:04,56 |
| Źródło: |                             |          |         |                  |          |

## Rekordy życiowe
- bieg na 5000 m – 4:09,01 (12 września 2003, Szanghaj)
- bieg na 10 000 m – 9:03,30 (20 września 2003, Liaocheng)

Źródło: 